# Niedostępny Okap
Niedostępny Okap – okap w skałach na prawym zboczu doliny Zimny Dół na terenie wsi Czułów, w gminie Liszki w województwie małopolskim. Pod względem geograficznym jest to obszar Garbu Tenczyńskiego w obrębie Wyżyny Krakowsko-Częstochowskiej.

## Opis obiektu
Znajduje się w skale położonej tuż obok drogi biegnącej Zimnym Dołem, w odległości około 100 m od jej początku – skrzyżowania z drogą Mników – Czułów. Otwór o zachodniej ekspozycji (od strony drogi) znajduje się na wysokości około 15 m nad dnem doliny i jest z drogi widoczny. Dostęp do niego jest bardzo trudny, wymaga wspinaczki skalnej. Otwór ma szerokość 2 m, wysokość 3,5 m i znajduje się pod okapem. Za otworem ciągnie się z lekkim spadkiem i stopniowo zwężający się korytarz o długości 5,5 m.
Okap powstał w wapieniach skalistych z okresu jury późnej. Nacieków brak, namulisko skąpe złożone z gliny i wapiennego rumoszu. Jest w pełni widny i nie ma własnego mikroklimatu
Okap nie był w literaturze wzmiankowany. Po raz pierwszy zbadał go i opisał M. Pruc  w listopadzie 1999 r. On też opracował jego plan.

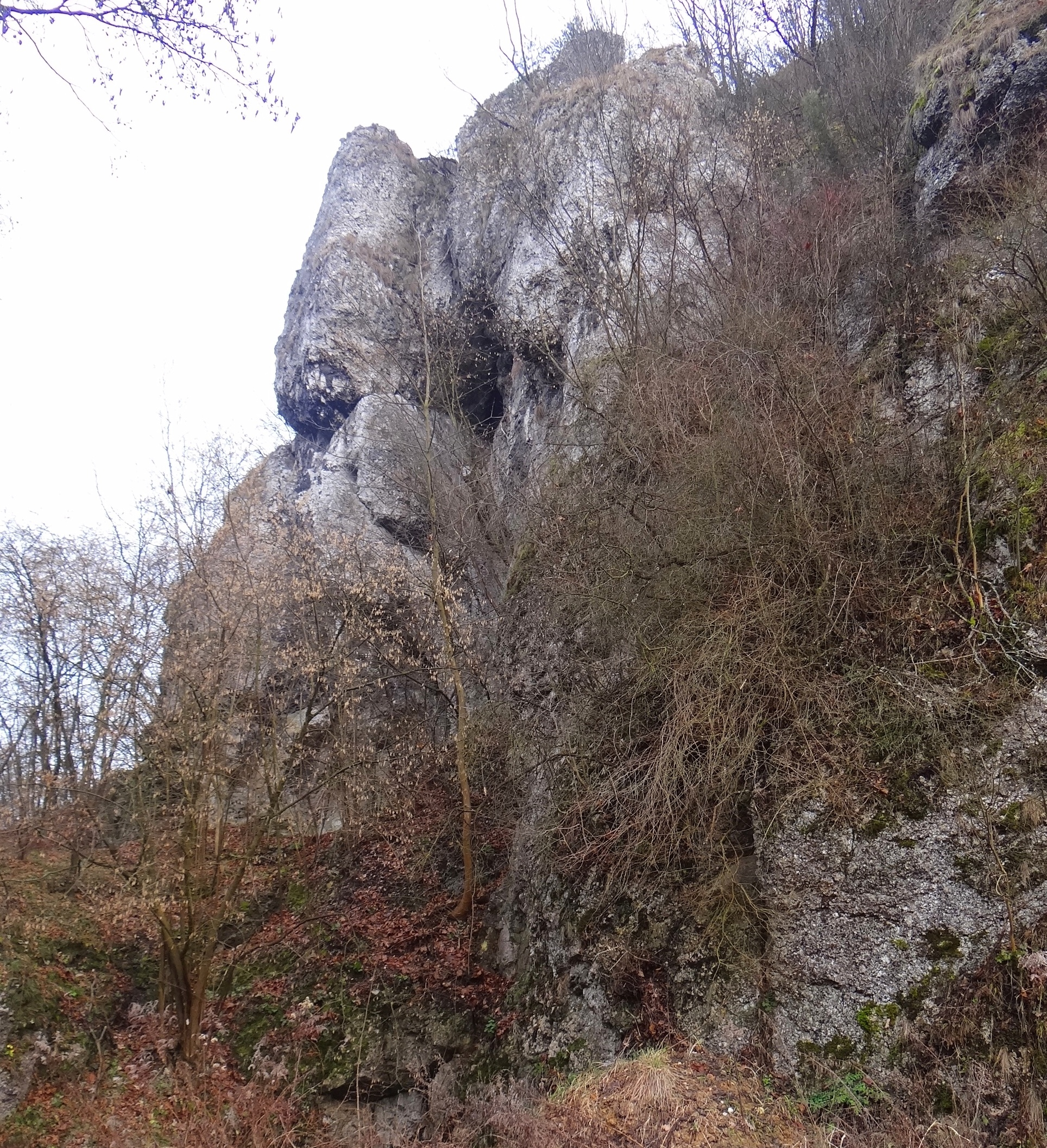
Skała z otworem jaskini